# ステファン・ヴラディスラヴ (セルビア王)
ステファン・ヴラディスラヴ（セルビア語: Стефан Владислав I、1198年? - 1264年）は、セルビア王国の王（在位1233年 - 1243年）。初代セルビア王ステファン・ネマニッチの子。

## 生涯

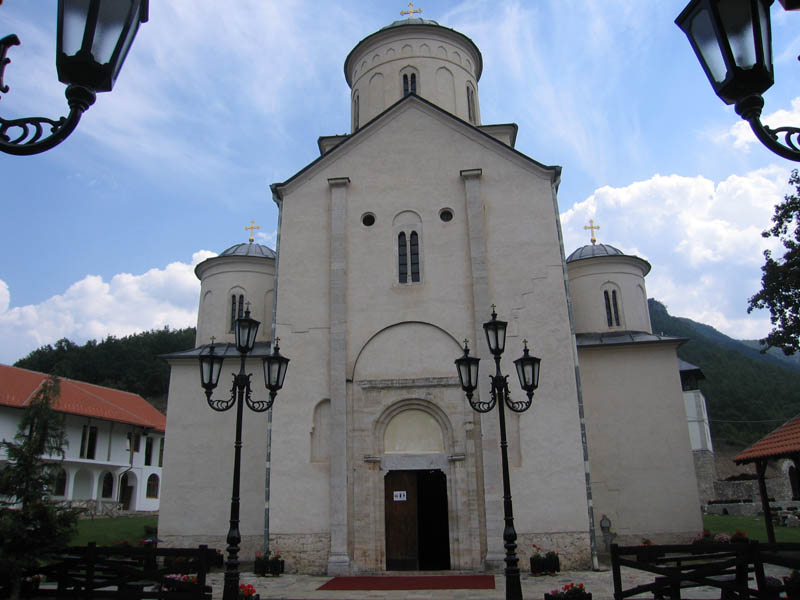
ヴラディスラヴによって、1234年から1236年にかけて建立されたミレシェヴァ修道院

1230年にブルガリア皇帝イヴァン・アセン2世がクロコトニツァの戦いでエピロス専制侯国の専制公テオドロス1世コムネノス・ドゥーカスに勝利した後、セルビア国内の貴族の支持を失った当時のセルビア王ステファン・ラドスラヴは、弟のヴラディスラヴに助けを求める。1234年にラドスラヴは廃位され、ヴラディスラヴがセルビア王に擁立される。即位後にヴラディスラヴはイヴァン・アセン2世の娘ベロスラヴァを妻に迎え、エピロス専制侯国に代わってブルガリアがセルビア国内に強い影響力を有するようになり、王国東部の大部分がブルガリアの支配下に入った。
セルビア大主教サヴァは政権の交代に賛同の意を示さず、エルサレム巡礼のために東方に旅立つが、旅路の途上でセルビアに帰国すること無く、1236年にタルノヴォで没した。叔父サヴァの死によって不安定な立場に置かれたヴラディスラヴは、義父イヴァン・アセン2世にサヴァの遺体の引き渡しを要請する。交渉は難航するが最終的に遺体はセルビアに返還され、1237年に遺体はタルノヴォからプリイェポリェのミレシェヴァ修道院に移された。
ヴラディスラヴの在位中、東方のモンゴル帝国がヨーロッパ遠征を開始し、1241年にモンゴル軍はセルビアへの攻撃を行った。モンゴル軍がセルビアに侵入した期間は短かったためセルビアの損害は微少だったが、モンゴルの侵入はブルガリアに混乱を呼び起こし、1241年6月のイヴァン・アセン2世の死によってブルガリアの状況はより悪化する。ブルガリアがモンゴルの臣従国となった時、ヴラディスラヴの信望も低下し、セルビア貴族は再び反抗の態度を見せ始めた。1243年にヴラディスラヴは廃位され、異母弟のステファン・ウロシュが貴族たちによって擁立される。ヴラディスラヴはステファン・ウロシュ1世よりゼタの統治を委ねられ、彼は退位した後も中央政府で一定の発言力を有していた。
1264年にヴラディスラヴは没し、ミレシェヴァ修道院に埋葬された。

## 家族
ステファン・ヴラディスラヴはベロスラヴァとの間に3人の子をもうけた。
- ステファン
- デサ
- 娘

## セルビア国旗

1281年の記録に残るセルビア国旗

セルビア国旗に関する記録で現在知られている中で最も古い記述は、1281年のラグーザ共和国が統治するドゥブロブニクが保管していたセルビア国旗についての記述だった。
その旗はステファン・ヴラディスラヴの宝物庫に置かれていたものであり、記録に残る旗の色は赤と青（"vexillum unum de zendato rubeo et blavo"）、旗には絹のような光沢（zendato - čenda ）があったが) 、旗の色がどのような意味を持っていたのかは不明である。ヴラディスラヴの統治期間と没年から推定すると、国旗は13世紀半ばから使用されていたと思われる。
現在、セルビアでの中世の出来事を記念する祝典では、しばしば13世紀当時の国旗が使用される。